# Trachycephalus
A Trachycephalus  a kétéltűek (Amphibia) osztályába és  a békák (Anura) rendjébe a levelibéka-félék (Hylidae) családjába és a Lophyohylinae alcsaládba tartozó nem. A nem fajai Mexikóban, Közép-Amerikában és Dél-Amerikában élnek. Egy nemrégen történt felülvizsgálat eredményeképpen a Phrynohyas nem hét faja ebbe a családba került át, így a Phrynohyas a Trachycephalus szinonimája lett. Ezek a békák a trópusi esőerdők lombkoronájában élnek, és talán soha nem ereszkednek le a talajszintre.

## Rendszerezés
A nembe az alábbi fajok tartoznak:
- Trachycephalus "vermiculatus" (Cope, 1877)
- Trachycephalus atlas Bokermann, 1966
- Trachycephalus coriaceus (Peters, 1867)
- Trachycephalus cunauaru Gordo, Toledo, Suárez, Kawashita-Ribeiro, Ávila, Morais & Nunes, 2013
- Trachycephalus dibernardoi Kwet & Solé, 2008
- Trachycephalus hadroceps (Duellman & Hoogmoed, 1992)
- Trachycephalus helioi Nunes, Suárez, Gordo & Pombal, 2013
- Trachycephalus imitatrix (Miranda-Ribeiro, 1926)
- Trachycephalus jordani (Stejneger & Test, 1891)
- Trachycephalus lepidus (Pombal, Haddad, & Cruz, 2003)
- Trachycephalus macrotis (Andersson, 1945)
- Trachycephalus mambaiensis Cintra, Silva, Silva, Garcia & Zaher, 2009
- Trachycephalus mesophaeus (Hensel, 1867)
- Trachycephalus nigromaculatus Tschudi, 1838}
- Trachycephalus quadrangulum (Boulenger, 1882)
- amazóniai tejbéka (Trachycephalus resinifictrix) (Goeldi, 1907)
- Trachycephalus typhonius (Linnaeus, 1758)
- Trachycephalus venulosus (Laurenti, 1768)